# Eleições legislativas portuguesas de 2025 na Madeira
| Eleições legislativas portuguesas de 2025 Distritos: Aveiro \| Beja \| Braga \| Bragança \| Castelo Branco \| Coimbra \| Évora \| Faro \| Guarda \| Leiria \| Lisboa \| Portalegre \| Porto \| Santarém \| Setúbal \| Viana do Castelo \| Vila Real \| Viseu \| Açores \| Madeira \| Estrangeiro |

## Resultados por concelho
Os resultados nos concelhos da Região Autónoma da Madeira foram os seguintes:

### Calheta
| Partido                 | Partido                     | Votos  | %               | +/-  |
| ----------------------- | --------------------------- | ------ | --------------- | ---- |
|                         | AD - Coligação PSD/CDS      | 3 675  | 58,01 / 100,00  | 3,04 |
|                         | Chega                       | 1 076  | 16,99 / 100,00  | 1,32 |
|                         | Juntos pelo Povo            | 551    | 8,70 / 100,00   | 3,33 |
|                         | Partido Socialista          | 486    | 7,67 / 100,00   | 4,04 |
|                         | Iniciativa Liberal          | 106    | 1,67 / 100,00   | 0,69 |
|                         | Outros (com menos de 1,00%) | 319    | 5,03 / 100,00   |      |
| Votos Inválidos         | Votos Inválidos             | 122    | 1,93 / 100,00   | 0,19 |
| Total                   | Total                       | 6 335  | 100,00 / 100,00 |      |
| Eleitorado/Participação | Eleitorado/Participação     | 12 420 | 51,01 / 100,00  | 3,31 |

### Câmara de Lobos
| Partido                 | Partido                                  | Votos  | %               | +/-  |
| ----------------------- | ---------------------------------------- | ------ | --------------- | ---- |
|                         | AD - Coligação PSD/CDS                   | 7 699  | 45,14 / 100,00  | 4,55 |
|                         | Chega                                    | 4 380  | 25,68 / 100,00  | 4,61 |
|                         | Partido Socialista                       | 1 562  | 9,16 / 100,00   | 5,69 |
|                         | Juntos pelo Povo                         | 1 363  | 7,99 / 100,00   | 1,61 |
|                         | Iniciativa Liberal                       | 349    | 2,05 / 100,00   | 0,98 |
|                         | Bloco de Esquerda                        | 235    | 1,38 / 100,00   | 1,33 |
|                         | Coligação Democrática Unitária (PCP-PEV) | 233    | 1,37 / 100,00   | 0,18 |
|                         | Alternativa Democrática Nacional         | 208    | 1,22 / 100,00   | 0,16 |
|                         | Pessoas–Animais–Natureza                 | 207    | 1,21 / 100,00   | 0,89 |
|                         | Livre                                    | 195    | 1,14 / 100,00   | 0,13 |
|                         | Outros (com menos de 1,00%)              | 371    | 2,17 / 100,00   |      |
| Votos Inválidos         | Votos Inválidos                          | 255    | 1,50 / 100,00   | 0,93 |
| Total                   | Total                                    | 17 057 | 100,00 / 100,00 |      |
| Eleitorado/Participação | Eleitorado/Participação                  | 32 879 | 51,88 / 100,00  | 4,03 |

### Funchal
| Partido                 | Partido                                  | Votos   | %               | +/-  |
| ----------------------- | ---------------------------------------- | ------- | --------------- | ---- |
|                         | AD - Coligação PSD/CDS                   | 23 081  | 39,92 / 100,00  | 6,31 |
|                         | Chega                                    | 11 808  | 20,42 / 100,00  | 3,61 |
|                         | Partido Socialista                       | 8 600   | 14,87 / 100,00  | 6,10 |
|                         | Juntos pelo Povo                         | 6 397   | 11,06 / 100,00  | 3,83 |
|                         | Iniciativa Liberal                       | 1 934   | 3,34 / 100,00   | 1,59 |
|                         | Coligação Democrática Unitária (PCP-PEV) | 956     | 1,65 / 100,00   | 0,57 |
|                         | Bloco de Esquerda                        | 941     | 1,63 / 100,00   | 1,86 |
|                         | Livre                                    | 850     | 1,47 / 100,00   | 0,02 |
|                         | Pessoas–Animais–Natureza                 | 735     | 1,27 / 100,00   | 1,20 |
|                         | Alternativa Democrática Nacional         | 665     | 1,15 / 100,00   | 0,56 |
|                         | Outros (com menos de 1,00%)              | 862     | 1,48 / 100,00   |      |
| Votos Inválidos         | Votos Inválidos                          | 992     | 1,72 / 100,00   | 0,56 |
| Total                   | Total                                    | 57 821  | 100,00 / 100,00 |      |
| Eleitorado/Participação | Eleitorado/Participação                  | 104 824 | 55,16 / 100,00  | 5,20 |

### Machico
| Partido                 | Partido                     | Votos  | %               | +/-  |
| ----------------------- | --------------------------- | ------ | --------------- | ---- |
|                         | AD - Coligação PSD/CDS      | 3 846  | 36,40 / 100,00  | 7,03 |
|                         | Partido Socialista          | 2 391  | 22,63 / 100,00  | 9,28 |
|                         | Chega                       | 2 206  | 20,88 / 100,00  | 4,32 |
|                         | Juntos pelo Povo            | 1 146  | 10,85 / 100,00  | 2,33 |
|                         | Iniciativa Liberal          | 179    | 1,69 / 100,00   | 1,47 |
|                         | Bloco de Esquerda           | 113    | 1,07 / 100,00   | 1,25 |
|                         | Outros (com menos de 1,00%) | 517    | 4,89 / 100,00   |      |
| Votos Inválidos         | Votos Inválidos             | 167    | 1,58 / 100,00   | 0,23 |
| Total                   | Total                       | 10 565 | 100,00 / 100,00 |      |
| Eleitorado/Participação | Eleitorado/Participação     | 19 959 | 52,93 / 100,00  | 4,97 |

### Ponta do Sol
| Partido                 | Partido                     | Votos | %               | +/-  |
| ----------------------- | --------------------------- | ----- | --------------- | ---- |
|                         | AD - Coligação PSD/CDS      | 2 502 | 50,73 / 100,00  | 3,89 |
|                         | Chega                       | 973   | 19,73 / 100,00  | 3,94 |
|                         | Partido Socialista          | 602   | 12,21 / 100,00  | 6,52 |
|                         | Juntos pelo Povo            | 387   | 7,85 / 100,00   | 2,03 |
|                         | Iniciativa Liberal          | 92    | 1,87 / 100,00   | 0,81 |
|                         | Livre                       | 57    | 1,16 / 100,00   | 0,08 |
|                         | Outros (com menos de 1,00%) | 216   | 4,36 / 100,00   |      |
| Votos Inválidos         | Votos Inválidos             | 103   | 2,09 / 100,00   | 0,51 |
| Total                   | Total                       | 4 932 | 100,00 / 100,00 |      |
| Eleitorado/Participação | Eleitorado/Participação     | 9 933 | 49,65 / 100,00  | 3,67 |

### Porto Moniz
| Partido                 | Partido                                  | Votos | %               | +/-  |
| ----------------------- | ---------------------------------------- | ----- | --------------- | ---- |
|                         | AD - Coligação PSD/CDS                   | 798   | 43,09 / 100,00  | 3,30 |
|                         | Partido Socialista                       | 696   | 37,58 / 100,00  | 9,47 |
|                         | Chega                                    | 185   | 9,99 / 100,00   | 2,11 |
|                         | Juntos pelo Povo                         | 66    | 3,56 / 100,00   | 0,32 |
|                         | Coligação Democrática Unitária (PCP-PEV) | 19    | 1,03 / 100,00   | 0,18 |
|                         | Outros (com menos de 1,00%)              | 62    | 3,34 / 100,00   |      |
| Votos Inválidos         | Votos Inválidos                          | 26    | 1,40 / 100,00   | 1,27 |
| Total                   | Total                                    | 1 852 | 100,00 / 100,00 |      |
| Eleitorado/Participação | Eleitorado/Participação                  | 3 012 | 61,49 / 100,00  | 3,04 |

### Porto Santo
| Partido                 | Partido                     | Votos | %               | +/-  |
| ----------------------- | --------------------------- | ----- | --------------- | ---- |
|                         | AD - Coligação PSD/CDS      | 1 347 | 43,47 / 100,00  | 6,68 |
|                         | Chega                       | 667   | 21,52 / 100,00  | 0,29 |
|                         | Partido Socialista          | 534   | 17,23 / 100,00  | 7,97 |
|                         | Juntos pelo Povo            | 228   | 7,36 / 100,00   | 5,18 |
|                         | Iniciativa Liberal          | 63    | 2,03 / 100,00   | 0,24 |
|                         | Livre                       | 43    | 1,39 / 100,00   | 0,12 |
|                         | Bloco de Esquerda           | 32    | 1,03 / 100,00   | 1,46 |
|                         | Outros (com menos de 1,00%) | 121   | 3,90 / 100,00   |      |
| Votos Inválidos         | Votos Inválidos             | 64    | 2,06 / 100,00   | 1,24 |
| Total                   | Total                       | 3 099 | 100,00 / 100,00 |      |
| Eleitorado/Participação | Eleitorado/Participação     | 5 546 | 55,88 / 100,00  | 4,94 |

### Ribeira Brava
| Partido                 | Partido                          | Votos  | %               | +/-  |
| ----------------------- | -------------------------------- | ------ | --------------- | ---- |
|                         | AD - Coligação PSD/CDS           | 3 489  | 48,78 / 100,00  | 6,76 |
|                         | Chega                            | 1 571  | 21,96 / 100,00  | 1,64 |
|                         | Partido Socialista               | 687    | 9,60 / 100,00   | 6,29 |
|                         | Juntos pelo Povo                 | 601    | 8,40 / 100,00   | 2,93 |
|                         | Iniciativa Liberal               | 142    | 1,99 / 100,00   | 1,03 |
|                         | Alternativa Democrática Nacional | 97     | 1,36 / 100,00   | 0,39 |
|                         | Livre                            | 76     | 1,06 / 100,00   | 0,37 |
|                         | Outros (com menos de 1,00%)      | 331    | 4,62 / 100,00   |      |
| Votos Inválidos         | Votos Inválidos                  | 159    | 2,23 / 100,00   | 1,01 |
| Total                   | Total                            | 7 153  | 100,00 / 100,00 |      |
| Eleitorado/Participação | Eleitorado/Participação          | 14 183 | 50,43 / 100,00  | 4,15 |

### Santa Cruz
| Partido                 | Partido                                  | Votos  | %               | +/-  |
| ----------------------- | ---------------------------------------- | ------ | --------------- | ---- |
|                         | AD - Coligação PSD/CDS                   | 7 686  | 32,82 / 100,00  | 6,96 |
|                         | Juntos pelo Povo                         | 5 759  | 24,59 / 100,00  | 0,89 |
|                         | Chega                                    | 4 881  | 20,84 / 100,00  | 3,27 |
|                         | Partido Socialista                       | 2 355  | 10,05 / 100,00  | 5,46 |
|                         | Iniciativa Liberal                       | 670    | 2,86 / 100,00   | 1,01 |
|                         | Bloco de Esquerda                        | 329    | 1,40 / 100,00   | 1,75 |
|                         | Livre                                    | 314    | 1,34 / 100,00   | 0,07 |
|                         | Alternativa Democrática Nacional         | 257    | 1,10 / 100,00   | 0,51 |
|                         | Coligação Democrática Unitária (PCP-PEV) | 244    | 1,04 / 100,00   | 0,27 |
|                         | Outros (com menos de 1,00%)              | 545    | 2,33 / 100,00   |      |
| Votos Inválidos         | Votos Inválidos                          | 382    | 1,64 / 100,00   | 0,40 |
| Total                   | Total                                    | 23 422 | 100,00 / 100,00 |      |
| Eleitorado/Participação | Eleitorado/Participação                  | 40 219 | 58,24 / 100,00  | 4,72 |

### Santana
| Partido                 | Partido                                  | Votos | %               | +/-  |
| ----------------------- | ---------------------------------------- | ----- | --------------- | ---- |
|                         | AD - Coligação PSD/CDS                   | 1 955 | 50,67 / 100,00  | 6,76 |
|                         | Chega                                    | 709   | 18,38 / 100,00  | 3,41 |
|                         | Partido Socialista                       | 454   | 11,77 / 100,00  | 5,87 |
|                         | Juntos pelo Povo                         | 358   | 9,28 / 100,00   | 1,73 |
|                         | Iniciativa Liberal                       | 60    | 1,56 / 100,00   | 1,09 |
|                         | Livre                                    | 48    | 1,24 / 100,00   | 0,09 |
|                         | Coligação Democrática Unitária (PCP-PEV) | 41    | 1,06 / 100,00   | 0,12 |
|                         | Outros (com menos de 1,00%)              | 182   | 4,70 / 100,00   |      |
| Votos Inválidos         | Votos Inválidos                          | 51    | 1,32 / 100,00   | 1,18 |
| Total                   | Total                                    | 3 858 | 100,00 / 100,00 |      |
| Eleitorado/Participação | Eleitorado/Participação                  | 6 890 | 55,99 / 100,00  | 3,28 |

### São Vicente
| Partido                 | Partido                          | Votos | %               | +/-  |
| ----------------------- | -------------------------------- | ----- | --------------- | ---- |
|                         | AD - Coligação PSD/CDS           | 1 369 | 48,41 / 100,00  | 4,72 |
|                         | Chega                            | 582   | 20,58 / 100,00  | 1,93 |
|                         | Partido Socialista               | 337   | 11,92 / 100,00  | 5,67 |
|                         | Juntos pelo Povo                 | 259   | 9,16 / 100,00   | 4,02 |
|                         | Iniciativa Liberal               | 47    | 1,66 / 100,00   | 1,27 |
|                         | Alternativa Democrática Nacional | 39    | 1,38 / 100,00   | 0,46 |
|                         | Bloco de Esquerda                | 31    | 1,10 / 100,00   | 0,98 |
|                         | Outros (com menos de 1,00%)      | 103   | 3,66 / 100,00   |      |
| Votos Inválidos         | Votos Inválidos                  | 61    | 2,16 / 100,00   | 0,90 |
| Total                   | Total                            | 2 828 | 100,00 / 100,00 |      |
| Eleitorado/Participação | Eleitorado/Participação          | 5 936 | 47,64 / 100,00  | 2,80 |

## Lista de Deputados Eleitos
A lista apresentada é conforme a aplicação do Método D'Hondt:
| N.º | Nome                              | Partido | Partido            | Partido                          | Quociente |
| --- | --------------------------------- | ------- | ------------------ | -------------------------------- | --------- |
| 1   | Pedro Emanuel Abreu Coelho        |         |                    | AD - Coligação PSD/CDS (PPD/PSD) | 57447     |
| 2   | Francisco Manuel de Freitas Gomes |         | Chega              | Chega                            | 28723,5   |
| 3   | Vânia Jesus                       |         |                    | AD - Coligação PSD/CDS (PPD/PSD) | 28723,5   |
| 4   | Paulo Alexandre de Sousa Neves    |         |                    | AD - Coligação PSD/CDS (PPD/PSD) | 19149     |
| 5   | João Emanuel Silva Câmara         |         | Partido Socialista | Partido Socialista               | 18704     |
| 6   | Filipe Sousa                      |         | Juntos pelo Povo   | Juntos pelo Povo                 | 17115     |